# Centa (Serbia)
Čenta (in serbo Чента?) è un villaggio situato nel città di Zrenjanin, nel Distretto del Banato Centrale della Serbia. È situato nella provincia autonoma di Vojvodina. La popolazione è per la maggior parte di etnia serba (95,19%) era nel censimento del 2002 di 3 119 persone.